# Gubernator porucznik prowincji Kanady
Gubernator porucznik prowincji Kanady (ang. Lieutenant Governor) – w Kanadzie przedstawiciel głowy państwa – monarchy Kanady w rządach prowincji Kanady. Gubernator porucznik mianowany jest przez gubernatora generalnego Kanady na wniosek premiera Kanady złożony po zwyczajowym uzgodnieniu z premierem prowincji. Zakres obowiązków i uprawnienia gubernatora porucznika podobnie jak w przypadku gubernatora generalnego Kanady, sprowadzają się głównie do funkcji reprezentacyjnych i honorowych, jednak posiadają oni pewne istotne kompetencje, których mogą użyć w sytuacji kryzysowej wedle uznania. Przy rządach terytorialnych przedstawicielem korony, a równocześnie rządu federalnego, są Komisarze – Comissioner, spełniający podobne funkcje do gubernatorów poruczników.

## Gubernatorzy porucznicy poszczególnych prowincji

Flaga gubernatora porucznika prowincji Alberta

### Alberta
| Nazwisko                | Rok objęcia urzędu | Rok złożenia urzędu |
| George Bulyea           | 1905               | 1915                |
| Robert G. Brett         | 1915               | 1915                |
| William Egbert          | 1925               | 1925                |
| William L. Walsh        | 1931               | 1931                |
| Philip C.H. Primrose    | 1936               | 1936                |
| John C. Bowen           | 1937               | 1937                |
| John J. Bowlen          | 1950               | 1950                |
| J. Percy Page           | 1959               | 1959                |
| J.W. Grant MacEwan      | 1966               | 1966                |
| Ralph G. Steinhauer     | 1974               | 1974                |
| Frank C. Lynch-Staunton | 1979               | 1979                |
| W. Helen Hunley         | 1985               | 1985                |
| T. Gordon Towers        | 1991               | 1991                |
| H.A. Bud Olson          | 1996               | 2000                |
| Lois E. Hole            | 2000               | 2005                |
| Norman Kwong            | 2005               | 2010                |
| Donald Ethell           | 2010               | 2015                |
| Lois Mitchell           | 2015               | 2020                |
| Salma Lakhani           | 2020               |                     |

### Kolumbia Brytyjska

Flaga gubernatora porucznika prowincji Kolumbia Brytyjska

| Nazwisko                                                       | Rok objęcia urzędu | Rok złożenia urzędu |
| Gubernatorzy Wyspy Vancouver                                   |                    |                     |
| Richard Blanchard                                              | 1849               | 1851                |
| James Douglas                                                  | 1858               | 1864                |
| Arthur Edward Kennedy                                          | 1864               | 1866                |
| Gubernatorzy Brytyjskiej Kolumbii w latach 1858-1866           |                    |                     |
| Frederick Seymour                                              | 1864               | 1866                |
| James Douglas                                                  | 1866               | 1869                |
| Gubernatorzy połączonej Brytyjskiej Kolumbii i Wyspy Vancouver |                    |                     |
| Frederick Seymour                                              | 1866               | 1869                |
| Anthony Musgrave                                               | 1869               | 1871                |
| Gubernatorzy Brytyjskiej Kolumbii od Konfederacji              |                    |                     |
| Joseph William Trutch                                          | 1871               | 1876                |
| Albert Norton Richards                                         | 1876               | 1881                |
| Clement Francis Cornwall                                       | 1881               | 1887                |
| Hugh Nelson                                                    | 1887               | 1892                |
| Edgar Dewdney                                                  | 1892               | 1897                |
| Thomas Robert McInnes                                          | 1897               | 1900                |
| Henri-Gustave Joly de Lotbinière                               | 1900               | 1906                |
| James Dunsmuir                                                 | 1906               | 1909                |
| Thomas William Paterson                                        | 1909               | 1914                |
| Francis Stillmann Bernard                                      | 1915               | 1919                |
| Edward Gawler Prior                                            | 1919               | 1920                |
| Walter Cameron Nichol                                          | 1920               | 1926                |
| Robert Randolph Bruce                                          | 1926               | 1931                |
| John William Fordham Johnson                                   | 1931               | 1936                |
| Eric Werge Hamber                                              | 1936               | 1941                |
| William Culham Woodward                                        | 1941               | 1946                |
| Charles Arthur Banks                                           | 1946               | 1950                |
| Clarence Wallace                                               | 1950               | 1955                |
| Frank MacKenzie Ross                                           | 1955               | 1960                |
| George Randolph Pearkes                                        | 1960               | 1968                |
| John Robert Nicholson                                          | 1968               | 1973                |
| Walter Steward Owen                                            | 1973               | 1978                |
| Henry Pybus Bell-Irving                                        | 1978               | 1983                |
| Robert Gordon Rogers                                           | 1983               | 1988                |
| David See-Chai Lam                                             | 1988               | 1995                |
| Garde Basil Gardom                                             | 1995               | 2001                |
| Iona Campagnolo                                                | 2001               | 2007                |
| Steven Point                                                   | 2007               | 2012                |
| Judith Guichon                                                 | 2012               | 2018                |
| Janet Austin                                                   | 2018               |                     |

### Manitoba

Flaga gubernatora porucznika prowincji Manitoba

| Nazwisko                    | Rok objęcia urzędu | Rok złożenia urzędu |
| Adams George Archibald      | 1870               | 1872                |
| Alexander Morris            | 1872               | 1877                |
| Joseph Edouard Cauchon      | 1877               | 1882                |
| James Cox Aikins            | 1882               | 1888                |
| John Christian Schultz      | 1888               | 1895                |
| James Colebrooke Patterson  | 1895               | 1900                |
| Daniel Hunter McMillan      | 1900               | 1911                |
| Douglas Colin Cameron       | 1911               | 1916                |
| James Albert Manning Aikins | 1916               | 1926                |
| Theodore Arthur Burrows     | 1926               | 1929                |
| James Duncan McGregor       | 1929               | 1934                |
| William Johnston Tupper     | 1934               | 1940                |
| Roland Fairbairn McWilliams | 1940               | 1953                |
| John Stewart McDiarmid      | 1953               | 1960                |
| Errick French Willis        | 1960               | 1965                |
| Richard Spink Bowles        | 1965               | 1970                |
| William John McKeag         | 1970               | 1976                |
| Francis Laurence Jobin      | 1976               | 1981                |
| Pearl McGonigal             | 1981               | 1986                |
| George Johnson              | 1986               | 1993                |
| W. Yvon Dumont              | 1993               | 1999                |
| Peter Michael Liba          | 1999               | 2004                |
| John Harvard                | 2004               | 2009                |
| Philip S. Lee               | 2009               | 2015                |
| Janice Filmon               | 2015               |                     |

### Nowy Brunszwik

Flaga gubernatora porucznika prowincji Nowy Brunszwik

| Nazwisko                                         | Rok objęcia urzędu | Rok złożenia urzędu |
| Gubernatorzy Nowego Brunszwiku                   |                    |                     |
| Thomas Carleton                                  | 1784               | 1805                |
| Gabriel George Ludlow                            | 1805               | 1808                |
| Edward Winslow                                   | 1808               | 1808                |
| Martin Hunter                                    | 1808               | 1808                |
| George Johnstone                                 | 1808               | 1809                |
| Martin Hunter                                    | 1809               | 1811                |
| Willam Balfour                                   | 1811               | 1811                |
| Martin Hunter                                    | 1811               | 1812                |
| George Stracey Smyth                             | 1812               | 1813                |
| Thomas Saumarez                                  | 1813               | 1814                |
| George Stracey Smyth                             | 1814               | 1816                |
| Harris W. Hailes                                 | 1816               | 1817                |
| George Stracey Smyth                             | 1817               | 1824                |
| Howard Douglas                                   | 1824               | 1831                |
| Archibald Campbell                               | 1831               | 1837                |
| John Harvey                                      | 1837               | 1841                |
| William MacBean George Colebrooke                | 1841               | 1814                |
| Edmund Walker Head                               | 1814               | 1854                |
| John Henry Thomas Manners-Sutton                 | 1854               | 1861                |
| Arthur Hamilton Gordon                           | 1861               | 1866                |
| Gubernatorzy porucznicy prowincji Nowy Brunszwik |                    |                     |
| Charles Hastings Doyle                           | 1867               | 1868                |
| Francis Pym Harding                              | 1868               | 1873                |
| Lemuel Allan Wilmot                              | 1873               | 1878                |
| Samuel Leonard Tilley                            | 1878               | 1880                |
| Edward Barron Chandler                           | 1880               | 1885                |
| Robert Duncan Wilmot                             | 1885               | 1893                |
| Samuel Leonard Tilley                            | 1893               | 1893                |
| John Boyd                                        | 1893               | 1893                |
| John James Fraser                                | 1893               | 1896                |
| Abner Reid McClelan                              | 1896               | 1902                |
| Jabez Bunting Snowball                           | 1902               | 1907                |
| Lemuel John Tweedie                              | 1907               | 1912                |
| Josiah Wood                                      | 1912               | 1917                |
| Gilbert White Ganong                             | 1917               | 1917                |
| William Pugsley                                  | 1917               | 1923                |
| William Frederic Todd                            | 1923               | 1928                |
| Hugh Havelock McLean                             | 1928               | 1935                |
| Murray MacLaren                                  | 1935               | 1940                |
| George William Clarke                            | 1940               | 1945                |
| David Laurence MacLaren                          | 1945               | 1958                |
| Joseph Leonard O’Brien                           | 1958               | 1965                |
| John Babbitt McNair                              | 1965               | 1968                |
| Wallace Samuel Bird                              | 1968               | 1971                |
| Hédard Joseph Robichaud                          | 1971               | 1981                |
| George Francis Gillman Stanley                   | 1981               | 1987                |
| Gilbert Finn                                     | 1987               | 1994                |
| Norrie McCain                                    | 1994               | 1997                |
| Marilyn Trenholme Counsell                       | 1997               | 2003                |
| Herménégilde Chiasson                            | 2003               | 2009                |
| Graydon Nicholas                                 | 2009               | 2014                |
| Jocelyne Roy-Vienneau                            | 2014               | 2019                |
| Brenda Murphy                                    | 2019               |                     |

### Nowa Fundlandia i Labrador

Flaga gubernatora porucznika prowincji Nowa Fundlandia i Labrador

| Nazwisko                                               | Rok objęcia urzędu | Rok złożenia urzędu |
| Gubernatorzy Nowej Fundlandii                          |                    |                     |
| Henry Osborn                                           | 1729               | 1731                |
| George Clinton                                         | 1731               | 1731                |
| Edward Falkingham                                      | 1731               | 1732                |
| Robert McCarthy                                        | 1732               | 1734                |
| Fitzroy Heney Lee                                      | 1734               | 1737                |
| Philip Vanbrugh                                        | 1737               | 1738                |
| Henry Medley                                           | 1738               | 1739                |
| George Graham                                          | 1739               | 1740                |
| Thomas Smith                                           | 1740               | 1741                |
| John Byng                                              | 1741               | 1742                |
| Thomas Smith                                           | 1742               | 1743                |
| Charles Hardy                                          | 1743               | 1744                |
| Richard Edwards                                        | 1744               | 1745                |
| wakat                                                  | 1745               | 1747                |
| Charles Watson                                         | 1747               | 1748                |
| George-Bridges Rodney                                  | 1748               | 1749                |
| Francis William Drake                                  | 1749               | 1752                |
| Hugh Bonfoy                                            | 1752               | 1754                |
| Richard Dorrill                                        | 1754               | 1756                |
| Richard Edwards                                        | 1756               | 1757                |
| James Webb                                             | 1757               | 1761                |
| Thomas Graves                                          | 1761               | 1763                |
| Hugh Palliser                                          | 1763               | 1768                |
| John Byron                                             | 1768               | 1772                |
| Molyneux Shuldham                                      | 1772               | 1774                |
| Robert Duff                                            | 1774               | 1776                |
| John Montague                                          | 1776               | 1778                |
| Richard Edwards                                        | 1778               | 1781                |
| John Campbell                                          | 1781               | 1786                |
| John Elliott                                           | 1786               | 1789                |
| Mark Milbanke                                          | 1789               | 1792                |
| Richard King                                           | 1792               | 1794                |
| James Wallace                                          | 1794               | 1797                |
| William Waldegrave                                     | 1797               | 1800                |
| Charles Morice Pole                                    | 1800               | 1801                |
| James Gambier                                          | 1801               | 1804                |
| Erasmus Gower                                          | 1804               | 1806                |
| John Holloway                                          | 1806               | 1809                |
| John T. Duckworth                                      | 1809               | 1813                |
| Richard Godwin Keats                                   | 1813               | 1816                |
| Francis Pickmore                                       | 1816               | 1818                |
| Bowker                                                 | 1818               | 1818                |
| Charles Hamilton                                       | 1818               | 1824                |
| Thomas John Cochrane                                   | 1824               | 1834                |
| Henry Prescott                                         | 1834               | 1841                |
| John Harvey                                            | 1841               | 1846                |
| John Law                                               | 1846               | 1847                |
| John Gaspard LeMarchant                                | 1847               | 1852                |
| Baillie Hamilton                                       | 1852               | 1885                |
| Henry Darling                                          | 1885               | 1857                |
| Alexander Bannerman                                    | 1857               | 1963                |
| L. O’Brien                                             | 1963               | 1864                |
| Anthony Musgrave                                       | 1864               | 1869                |
| Stephen John Hill                                      | 1869               | 1876                |
| John Hawley Glover                                     | 1876               | 1881                |
| Henry Berkeley Fitzhardinge Maxse                      | 1881               | 1883                |
| Frederick Carter                                       | 1883               | 1883                |
| John Hawley Glover                                     | 1883               | 1885                |
| Frederick Carter                                       | 1885               | 1886                |
| George William DesVoeux                                | 1886               | 1887                |
| Henry Blake                                            | 1887               | 1889                |
| Frederick Carter                                       | 1889               | 1889                |
| John Terence Nicolls O’Brien                           | 1889               | 1895                |
| Herbert H. Murray                                      | 1895               | 1895                |
| Henry McCallum                                         | 1895               | 1901                |
| Cavendish Boyle                                        | 1901               | 1904                |
| William MacGregor                                      | 1904               | 1909                |
| Ralph Champneys Williams                               | 1909               | 1913                |
| Walter E. Davidson                                     | 1913               | 1917                |
| Charles A. Harris                                      | 1917               | 1922                |
| William Lamond Allardyce                               | 1922               | 1928                |
| John Middleton                                         | 1928               | 1932                |
| David M. Anderson                                      | 1932               | 1935                |
| Humphrey Walwyn                                        | 1935               | 1946                |
| Gordon MacDonald                                       | 1946               | 1949                |
| Gubernatorzy porucznicy Nowej Fundlandii (i Labradoru) |                    |                     |
| Albert Walsh                                           | 1949               | 1949                |
| Leonard Cecil Outerbridge                              | 1949               | 1957                |
| Campbell Macpherson                                    | 1957               | 1963                |
| Fabian O’Dea                                           | 1963               | 1969                |
| E. John A. Harnum                                      | 1969               | 1974                |
| Arnaud Winter                                          | 1974               | 1981                |
| Anthony Paddon                                         | 1981               | 1986                |
| James A. McGrath                                       | 1986               | 1991                |
| Frederick William Russell                              | 1991               | 1997                |
| Arthur Maxwell House                                   | 1997               | 2002                |
| Edward Moxon Roberts                                   | 2002               | 2008                |
| John Crosbie                                           | 2008               | 2013                |
| Frank Fagan                                            | 2013               | 2018                |
| Judy Foote                                             | 2018               |                     |

### Nowa Szkocja

Flaga gubernatora porucznika prowincji Nowa Szkocja

| Nazwisko                                                      | Rok objęcia urzędu | Rok złożenia urzędu |
| Zobacz Acadia po listę gubernatorów francuskiej Nowej Szkocji |                    |                     |
| Gubernatorzy Nowej Szkocji                                    |                    |                     |
| Samuel Vetch                                                  | 1710               | 1712                |
| Francis Nicholson                                             | 1712               | 1715                |
| Thomas Caulfield                                              | 1715               | 1717                |
| Richard Phillips                                              | 1717               | 1749                |
| W zastępstwie Richarda Phillipsa                              |                    |                     |
| John Doucett                                                  | 1717               | 1725                |
| Lawrence Armstrong                                            | 1725               | 1739                |
| Alexander Cosby                                               | 1739               | 1740                |
| Paul Mascarene                                                | 1740               | 1749                |
| Edward Cornwallis                                             | 1749               | 1752                |
| Peregrin Thomas Hopson                                        | 1752               | 1753                |
| Charles Lawrence                                              | 1753               | 1760                |
| Jonathan Belcher                                              | 1760               | 1763                |
| Montague Wilmot                                               | 1763               | 1766                |
| William Campbell                                              | 1766               | 1773                |
| W zastępstwie Williama Campbella                              |                    |                     |
| Benjamin Green                                                | 1766               | 1766                |
| Benjamin Green                                                | 1767               | 1768                |
| Michael Francklin                                             | 1768               | 1772                |
| Francis Legge                                                 | 1773               | 1776                |
| Mariot Arbuthnot                                              | 1776               | 1778                |
| Richard Hughes                                                | 1778               | 1781                |
| Andrew Snape Hammond                                          | 1781               | 1782                |
| John Parr                                                     | 1782               | 1783                |
| Edmund Fanning                                                | 1783               | 1786                |
| John Parr                                                     | 1786               | 1791                |
| Richard Bulkeley                                              | 1791               | 1792                |
| John Wentworth                                                | 1792               | 1808                |
| George Prevost                                                | 1808               | 1811                |
| Alexander Croke                                               | 1811               | 1811                |
| John Coape Sherbrooke                                         | 1811               | 1816                |
| George Stracey Smith                                          | 1816               | 1816                |
| George Ramsay                                                 | 1816               | 1820                |
| James Kempt                                                   | 1820               | 1828                |
| Thomas N. Jeffrey                                             | 1828               | 1828                |
| Peregrine Maitland                                            | 1828               | 1834                |
| Colin Campbell                                                | 1834               | 1840                |
| Lucius Bentinck Carey                                         | 1840               | 1846                |
| Jeremiah Dickson                                              | 1846               | 1846                |
| John Harvey                                                   | 1846               | 1852                |
| John Bazalgette                                               | 1852               | 1852                |
| ohn Gaspard Le Marchant                                       | 1852               | 1858                |
| George Augustus Constantine Phipps                            | 1858               | 1863                |
| Charles Hastings Doyle                                        | 1863               | 1864                |
| Sir Richard Graves MacDonnell                                 | 1864               | 1865                |
| William Fenwick Williams                                      | 1865               | 1867                |
| Gubernatorzy porucznicy Nowej Szkocji                         |                    |                     |
| Charles Hastings Doyle                                        | 1867               | 1873                |
| Joseph Howe                                                   | 1873               | 1873                |
| Adam George Archibald                                         | 1873               | 1883                |
| Matthew Henry Richey                                          | 1883               | 1888                |
| Archibald Woodbury McLellan                                   | 1888               | 1890                |
| Sir Malachy Bowes Daly                                        | 1890               | 1900                |
| Alfred Gilpin Jones                                           | 1900               | 1906                |
| Duncan Cameron Fraser                                         | 1906               | 1910                |
| James Drummond McGregor                                       | 1910               | 1915                |
| David MacKeen                                                 | 1915               | 1916                |
| MacCallum Grant                                               | 1916               | 1925                |
| James Robson Douglas                                          | 1925               | 1925                |
| James Cranswick Tory                                          | 1925               | 1930                |
| Frank Stanfield                                               | 1930               | 1931                |
| Walter Harold Covert                                          | 1931               | 1937                |
| Robert Irwin                                                  | 1937               | 1940                |
| Frederick Francis Mathers                                     | 1940               | 1942                |
| Henry Ernest Kendall                                          | 1942               | 1947                |
| John Alexander Douglas McCurdy                                | 1947               | 1952                |
| Alistair Fraser                                               | 1952               | 1958                |
| Edward Chester Plow                                           | 1958               | 1963                |
| Henry Poole MacKeen                                           | 1963               | 1968                |
| Victor de Bedia Oland                                         | 1968               | 1973                |
| Clarence Gosse                                                | 1973               | 1978                |
| John Elvin Schaffner                                          | 1978               | 1984                |
| Alan Abraham                                                  | 1984               | 1989                |
| Lloyd Roseville Crouse                                        | 1989               | 1994                |
| James Kinley                                                  | 1994               | 2000                |
| Myra Freeman                                                  | 2000               | 2006                |
| Mayann Francis                                                | 2006               | 2012                |
| John James Grant                                              | 2012               | 2017                |
| Arthur Joseph LeBlanc                                         | 2017               |                     |

### Ontario

Flaga gubernatora porucznika prowincji Ontario

| Nazwisko                                  | Rok objęcia urzędu | Rok złożenia urzędu |
| Gubernatorzy Górnej Kanady                |                    |                     |
| John Graves Simcoe                        | 1791               | 1796                |
| Peter Russell                             | 1796               | 1799                |
| Peter Hunter                              | 1799               | 1805                |
| Alexander Grant                           | 1805               | 1806                |
| Francis Gore                              | 1806               | 1811                |
| Isaac Brock                               | 1811               | 1812                |
| Roger Hale Sheaffe                        | 1812               | 1813                |
| Francis de Rottenburg                     | 1813               | 1813                |
| Gordon Drummond                           | 1813               | 1814                |
| George Murray                             | 1815               | 1815                |
| Frederick Philip Robinson                 | 1815               | 1815                |
| Francis Gore                              | 1815               | 1817                |
| Samuel Smith                              | 1817               | 1818                |
| Peregrine Maitland                        | 1818               | 1828                |
| John Colborne                             | 1828               | 1836                |
| Francis Bond Head                         | 1836               | 1838                |
| George Arthur                             | 1838               | 1839                |
| Lord Sydenham                             | 1839               | 1841                |
| Gubernatorzy porucznicy Kanady Zachodniej |                    |                     |
| John Clitherow                            | 1841               | 1841                |
| Richard Downes Jackson                    | 1841               | 1842                |
| Charles Bagot                             | 1842               | 1843                |
| Charles Metcalfe                          | 1843               | 1845                |
| Charles Murray                            | 1845               | 1847                |
| James Bruce                               | 1847               | 1854                |
| Edmund Walker Head                        | 1854               | 1861                |
| Charles Stanley Monck                     | 1861               | 1866                |
| Gubernatorzy porucznicy Ontario           |                    |                     |
| Henry William Stisted                     | 1867               | 1868                |
| William Pearce Howland                    | 1868               | 1873                |
| John Willoughby Crawford                  | 1873               | 1875                |
| Donald Alexander Macdonald                | 1875               | 1880                |
| John Beverley Robinson                    | 1880               | 1887                |
| Alexander Campbell                        | 1887               | 1892                |
| George Airey Kirkpatrick                  | 1892               | 1896                |
| Kazimierz Gzowski nienominowany           | 1896               | 1897                |
| Oliver Mowat                              | 1897               | 1903                |
| William Mortimer Clark                    | 1903               | 1908                |
| John Morison Gibson                       | 1908               | 1914                |
| John Strathearn Hendrie                   | 1914               | 1919                |
| Lionel Herbert Clarke                     | 1919               | 1921                |
| Henry Cockshutt                           | 1921               | 1927                |
| William Donald Ross                       | 1927               | 1931                |
| William Mulock nienominowany              | 1931               | 1932                |
| Herbert Alexander Bruce                   | 1932               | 1937                |
| Albert Edward Matthews                    | 1937               | 1946                |
| Ray Lawson                                | 1946               | 1952                |
| Louis Orville Breithaupt                  | 1952               | 1957                |
| John Keiller MacKay                       | 1957               | 1963                |
| William Earl Rowe                         | 1963               | 1968                |
| William Ross Macdonald                    | 1968               | 1974                |
| Pauline Mills McGibbon                    | 1974               | 1980                |
| John Black Aird                           | 1980               | 1985                |
| Lincoln Alexander                         | 1985               | 1991                |
| Henry N.R. Jackman                        | 1991               | 1997                |
| Hilary M. Weston                          | 1997               | 2002                |
| James K. Bartleman                        | 2002               | 2007                |
| David Onley                               | 2007               | 2014                |
| Elizabeth Dowdeswell                      | 2014               |                     |

### Quebec

Flaga gubernatora porucznika prowincji Quebec

| Nazwisko                                 | Rok objęcia urzędu | Rok złożenia urzędu |
| Gubernatorzy Dolnej Kanady               |                    |                     |
| Guy Carleton, Lord Dorchester            | 1791               | 1796                |
| Robert Prescott                          | 1796               | 1799                |
| Robert Shore Milnes                      | 1799               | 1805                |
| Thomas Dunn                              | 1805               | 1807                |
| James Henry Craig                        | 1807               | 1811                |
| Thomas Dunn                              | 1811               | 1811                |
| George Prevost                           | 1811               | 1815                |
| Gordon Drummond                          | 1815               | 1816                |
| John Wilson                              | 1816               | 1816                |
| John Coape Sherbrooke                    | 1816               | 1818                |
| Charles Lennox                           | 1818               | 1819                |
| George Ramsay                            | 1819               | 1828                |
| Matthew Whitworth Aylmer                 | 1830               | 1835                |
| Archibald Acheson                        | 1835               | 1838                |
| John Colborne                            | 1838               | 1838                |
| Lord Durham                              | 1838               | 1839                |
| John Colborne                            | 1839               | 1839                |
| Lord Sydenham                            | 1839               | 1841                |
| Gubernatorzy Wschodniej Kanady           |                    |                     |
| John Clitherow                           | 1841               | 1841                |
| Richard Downes Jackson                   | 1841               | 1842                |
| Charles Bagot                            | 1842               | 1843                |
| Charles Metcalfe                         | 1843               | 1845                |
| Charles Murray                           | 1845               | 1847                |
| James Bruce                              | 1847               | 1854                |
| Edmund Walker Head                       | 1854               | 1861                |
| Charles Stanley Monck                    | 1861               | 1866                |
| Gubernatorzy porucznicy prowincji Quebec |                    |                     |
| Narcisse-Fortunat Belleau                | 1867               | 1873                |
| René-Edouard Caron                       | 1873               | 1876                |
| Luc Letellier de St-Just                 | 1876               | 1879                |
| Théodore Robitaille                      | 1879               | 1884                |
| Louis-Francois Rodrigue Masson           | 1884               | 1887                |
| Auguste-Réal Angers                      | 1887               | 1892                |
| Joseph-Adolphe Chapleau                  | 1892               | 1898                |
| Louis-Amable Jetté                       | 1898               | 1908                |
| Pantaléon Pelletier                      | 1908               | 1911                |
| François Langelier                       | 1911               | 1915                |
| Pierre-Évariste Leblanc                  | 1915               | 1918                |
| Charles Fitzpatrick                      | 1918               | 1923                |
| Louis-Philippe Brodeur                   | 1923               | 1924                |
| Narcisse Pérodeau                        | 1924               | 1929                |
| Lomer Gouin                              | 1929               | 1929                |
| Henry George Carroll                     | 1929               | 1934                |
| Esioff-Léon Patenaude                    | 1934               | 1940                |
| Eugène Fiset                             | 1940               | 1950                |
| Gaspard Fauteux                          | 1950               | 1958                |
| Onésime Gagnon                           | 1958               | 1961                |
| Paul Comtois                             | 1961               | 1966                |
| Hugues Lapointe                          | 1966               | 1978                |
| Jean-Pierre Côté                         | 1978               | 1984                |
| Gilles Lamontagne                        | 1984               | 1990                |
| Martial Asselin                          | 1990               | 1996                |
| Jean-Louis Roux                          | 1996               | 1997                |
| Lise Thibault                            | 1997               | 2007                |
| Pierre Duchesne                          | 2007               | 2015                |
| J. Michel Doyon                          | 2015               |                     |

### Saskatchewan

Flaga gubernatora porucznika prowincji Saskatchewan

| Nazwisko                 | Rok objęcia urzędu | Rok złożenia urzędu |
| Amédée E. Forget         | 1905               | 1910                |
| George W. Brown          | 1910               | 1915                |
| Richard Lake             | 1915               | 1921                |
| Henry W. Newlands        | 1921               | 1931                |
| Hugh E. Munroe           | 1931               | 1936                |
| Archiblad Peter McNab    | 1936               | 1945                |
| Thomas Miller            | 1945               | 1945                |
| Reginald J.M. Parker     | 1945               | 1948                |
| John Michael Uhrich      | 1948               | 1951                |
| William J. Patterson     | 1951               | 1958                |
| Frank Lindsay Bastedo    | 1958               | 1963                |
| Robert L. Hanbidge       | 1963               | 1970                |
| Stephen Worobetz         | 1970               | 1976                |
| George Porteous          | 1976               | 1977                |
| Irwin McIntosh           | 1978               | 1983                |
| Frederick W. Johnson     | 1983               | 1988                |
| Sylvia Olga Fedoruk      | 1988               | 1994                |
| John E.N. Wiebe          | 1994               | 2000                |
| Lynda M. Haverstock      | 2000               | 2006                |
| Gordon Barnhart          | 2006               | 2012                |
| Vaughn Solomon Schofield | 2012               | 2018                |
| W. Thomas Molloy         | 2018               | 2019                |
| Russell Mirasty          | 2019               |                     |

### Wyspa Księcia Edwarda

Flaga gubernatora porucznika prowincji Wyspa Księcia Edwarda

| Nazwisko                                                | Rok objęcia urzędu | Rok złożenia urzędu |
| Gubernatorzy Wyspy Księcia Edwarda                      |                    |                     |
| Walter Patterson                                        | 1769               | 1786                |
| Edmund Fanning                                          | 1786               | 1804                |
| Joseph Frederick Wallet Desbarres                       | 1804               | 1812                |
| Charles Douglas Smith                                   | 1812               | 1824                |
| John Ready                                              | 1824               | 1831                |
| Murray Maxwell                                          | 1831               | 1831                |
| Aretas William Young                                    | 1831               | 1835                |
| George Wright                                           | 1835               | 1836                |
| John Harvey                                             | 1836               | 1837                |
| Charles Augustus FitzRoy                                | 1837               | 1841                |
| George Wright                                           | 1841               | 1841                |
| Henry Vere Huntley                                      | 1841               | 1847                |
| Donald Campbell                                         | 1847               | 1850                |
| Ambrose Lane                                            | 1850               | 1851                |
| Alexander Bannerman                                     | 1851               | 1854                |
| Dominick Daly                                           | 1854               | 1859                |
| Charles Young                                           | 1859               | 1859                |
| George Dundas                                           | 1859               | 1868                |
| Robert Hodgson                                          | 1868               | 1870                |
| William Cleaver Francis Robinson                        | 1870               | 1873                |
| Gubernatorzy porucznicy prowincji Wyspy Księcia Edwarda |                    |                     |
| William Cleaver Francis Robinson                        | 1873               | 1874                |
| Robert Hodgson                                          | 1874               | 1879                |
| Thomas Heath Haviland                                   | 1879               | 1884                |
| Andrew Archibald Macdonald                              | 1884               | 1889                |
| Jedediah Slason Carvell                                 | 1889               | 1894                |
| George William Howlan                                   | 1894               | 1899                |
| Peter Adolphus McIntyre                                 | 1899               | 1904                |
| Donald Alexander MacKinnon                              | 1904               | 1910                |
| Benjamin Rogers                                         | 1910               | 1915                |
| Augustine Colin Macdonald                               | 1915               | 1919                |
| Murdoch McKinnon                                        | 1919               | 1924                |
| Frank Richard Heartz                                    | 1924               | 1930                |
| Charles Dalton                                          | 1930               | 1933                |
| George Des Brisay de Blois                              | 1933               | 1939                |
| Bradford William LePage                                 | 1939               | 1945                |
| Joseph Alphonsus Bernard                                | 1945               | 1950                |
| Thomas William Lemuel Prowse                            | 1950               | 1958                |
| Frederick Walter Hyndman                                | 1958               | 1963                |
| Willibald Joseph MacDonald                              | 1963               | 1969                |
| John George MacKay                                      | 1969               | 1974                |
| Gordon Lockhart Bennett                                 | 1974               | 1980                |
| Joseph Aubin Doiron                                     | 1980               | 1985                |
| Robert Lloyd George MacPhail                            | 1985               | 1990                |
| Marion Loretta Reid                                     | 1990               | 1995                |
| Gilbert Ralph Clements                                  | 1995               | 2001                |
| Joseph Gérard Léonce Bernard                            | 2001               | 2006                |
| Barbara Oliver Hagerman                                 | 2006               | 2011                |
| Frank Lewis                                             | 2011               | 2017                |
| Antoinette Perry                                        | 2017               |                     |

## Komisarze Terytoriów

### Nunavut
| Nazwisko             | Rok objęcia urzędu | Rok złożenia urzędu |
| Helen Maksagak       | 1999               | 2000                |
| Peter T. Irniq       | 2000               | 2005                |
| Ann Meekitjuk Hanson | 2005               | 2010                |
| Edna Elias           | 2010               | 2015                |
| Nellie Kusugak       | 2015               | 2020                |
| Eva Aariak           | 2021               |                     |

### Terytoria Północno-Zachodnie
| Nazwisko                                                            | Rok objęcia urzędu | Rok złożenia urzędu |
| Gubernator porucznik Ziemi Ruperta i Terytoriów Północno-Zachodnich |                    |                     |
| William McDougall                                                   | 1869               | 1869                |
| Gubernator porucznik Manitoby i Terytoriów Północno-Zachodnich      |                    |                     |
| Adams George Archibald                                              | 1870               | 1872                |
| Sir Francis G. Johnson                                              | 1872               | 1862                |
| Alexander Morris                                                    | 1872               | 1876                |
| Komisarz Terytoriów Północno-Zachodnich                             |                    |                     |
| David Laird                                                         | 1876               | 1881                |
| Edgar Dewdney                                                       | 1881               | 1888                |
| Joseph Royal                                                        | 1888               | 1893                |
| Charles H. Mackintosh                                               | 1893               | 1898                |
| Malcolm C. Cameron                                                  | 1898               | 1898                |
| Amédée E. Forget                                                    | 1898               | 1905                |
| Frederick D. White                                                  | 1905               | 1919                |
| William Wallace Cory                                                | 1919               | 1931                |
| Hugh H. Rowatt                                                      | 1931               | 1934                |
| Charles Camsell                                                     | 1936               | 1946                |
| Hugh Llewellyn Keenleyside                                          | 1947               | 1950                |
| Hugh Andrew Young                                                   | 1950               | 1953                |
| Robert Gordon Robertson                                             | 1953               | 1963                |
| Bent Gestur Sivertz                                                 | 1963               | 1967                |
| Stuart Milton Hodgson                                               | 1967               | 1979                |
| John Havelock Parker                                                | 1979               | 1989                |
| Daniel L. Norris                                                    | 1989               | 1994                |
| Helen Maksagak                                                      | 1995               | 1999                |
| Daniel Joseph Marion                                                | 1999               | 2000                |
| Glenna Hansen                                                       | 2000               | 2005                |
| Tony Whitford                                                       | 2005               | 2010                |
| George Tuccaro                                                      | 2010               | 2016                |
| Margaret Thom                                                       | 2017               |                     |

### Jukon
| Nazwisko                                                   | Rok objęcia urzędu | Rok złożenia urzędu |
| Komisarz Yukonu                                            |                    |                     |
| James Morrow Walsh                                         | 1897               | 1898                |
| William Ogilvie                                            | 1898               | 1901                |
| James Hamilton Ross                                        | 1901               | 1902                |
| Zachary Taylor Wood                                        | 1902               | 1903                |
| Frederick Tennyson Congdon                                 | 1903               | 1904                |
| William Wallace Burns McInnes                              | 1905               | 1906                |
| Alexander Henderson                                        | 1907               | 1911                |
| George Black                                               | 1912               | 1915                |
| George Norris Williams                                     | 1916               | 1916                |
| George Black                                               | 1916               | 1918                |
| Komisarz Złota – Gold Commisioner                          |                    |                     |
| George P. MacKenzie                                        | 1918               | 1924                |
| Percy reid                                                 | 1925               | 1927                |
| George Ian MacLean                                         | 1925               | 1927                |
| Komisarz Złota i Kontroler – Gold Commisioner i Controller |                    |                     |
| George A. Jeckell                                          | 1932               | 1936                |
| Komisarz Złota i Kontroler – Gold Commisioner i Controller |                    |                     |
| John Edward Gibben                                         | 1947               | 1950                |
| Andrew Harold Gibson                                       | 1950               | 1951                |
| GeorgFrederick Fraser                                      | 1951               | 1952                |
| Wilfred George Brown                                       | 1952               | 1955                |
| Frederick Howard Collins                                   | 1955               | 1962                |
| Gordon Robertson Cameron                                   | 1962               | 1966                |
| James Smith                                                | 1966               | 1978                |
| Arthur MacDonald Pearson                                   | 1976               | 1978                |
| Frank Fingland                                             | 1978               | 1979                |
| Ione Jean Christensen                                      | 1979               | 1979                |
| Douglas Leslie Dewey Bell                                  | 1979               | 1986                |
| John Kenneth McKinnon                                      | 1986               | 1995                |
| Judy Gingell                                               | 1995               | 2000                |
| Jack Cable                                                 | 2000               | 2005                |
| Geraldine Van Bibber                                       | 2005               | 2010                |
| Doug Phillips                                              | 2010               | 2018                |
| Angélique Bernard                                          | 2018               |                     |